# Siamion Dubowik
Siamion Andrejewicz Dubowik (biał. Сямён Андрэевіч Дубовік; pseud. Andrej, Stary, Baluk; ur. 16 lutego 1888 w Narewszczyźnie w powiecie prużańskim, zm. 28 października 1937) – białoruski działacz komunistyczny, uczestnik wojny domowej w Rosji i wojny polsko-bolszewickiej po stronie bolszewików; komisarz polityczny i dowódca oddziałów Armii Czerwonej, w tym partyzanckich, działających na terenach pod polską administracją; po 1921 roku organizator komunistycznego podziemia w II Rzeczypospolitej, jeden z założycieli i działacz Komunistycznej Partii Zachodniej Białorusi (KPZB); w latach 1924–1928 więziony za antypaństwową działalność; w latach 1930–1932 działacz partyjny w Białoruskiej SRR; w 1937 roku rozstrzelany z polecenia władz radzieckich.

## Życiorys
Urodził się w rodzinie chłopskiej we wsi Narewszczyzna, w powiecie prużańskim guberni grodzieńskiej Imperium Rosyjskiego (obecnie wchodzi w skład wsi Rzeczyca w rejonie kamienieckim Białorusi). W 1909 roku wyemigrował do Stanów Zjednoczonych w poszukiwaniu pracy. Dwa lata później został z nich wydalony wraz z innymi rosyjskimi imigrantami za działalność rewolucyjną, po czym trafił do Władywostoku. Tam aresztowała go rosyjska policja, zdołał jednak zbiec. W 1912 roku podjął nielegalnie pracę w kopalni złota w Lensku. Był tam świadkiem stłumienia protestów robotników przez rosyjskie wojsko. Ponownie uciekł policji, po czym osiedlił się w Moskwie. Tam wstąpił do Socjaldemokratycznej Partii Robotniczej Rosji (SdPRR). W 1914 roku został ponownie aresztowany pod zarzutem socjalistycznej propagandy. Po rewolucji lutowej pracował w Piotrogrodzie i Moskwie, służył jako ochotnik w 171 pułku zapasowym, później był jego komisarzem. Występował przeciwko Rządowi Tymczasowemu Rosji. Groziło mu zesłanie, którego uniknął dzięki wybuchowi rewolucji październikowej (według innego źródła w latach 1914 i 1917 został aresztowany i zesłany). Na początku wojny domowej w Rosji walczył po stronie bolszewików, służąc jako komisarz polityczny na różnych frontach zachodniego teatru działań wojennych. Był m.in. naczelnikiem oddziału zabezpieczenia 2 Brygady Ukraińskiej Armii Czerwonej. Wraz z rozpoczęciem wojny polsko-bolszewickiej był mianowany dowódcą różnych bolszewickich oddziałów partyzanckich, działających za linią frontu, na terenie Zarządu Cywilnego Ziem Wschodnich.
Po zawarciu polsko-radzieckiego traktatu ryskiego w 1921 roku, z polecenia Międzynarodówki Komunistycznej został skierowany na terytorium II Rzeczypospolitej z zadaniem organizowania komunistycznej działalności konspiracyjnej. Był jednym z założycieli Komunistycznej Partii Zachodniej Białorusi, uczestniczył w pierwszej konferencji tej partii. Działał jako łącznik między Komunistyczną Partią Polski i KPZB. W marcu 1923 roku został mianowany pierwszym sekretarzem Brzeskiego Komitetu Okręgowego KPZB. W tym samym roku był delegatem kongresu Międzynarodówki Chłopskiej w Moskwie. 6 lipca 1924 roku został aresztowany przez polską policję, a następnie skazany za działalność antypaństwową na 4 lata więzienia. Po wyjściu na wolność w 1928 roku pracował w aparacie Komitetu Centralnego KPZB. W 1930 roku wyjechał do Białoruskiej SRR, gdzie pracował w Komitecie Centralnym Komunistycznej Partii Białorusi jako przedstawiciel KPZB.
W 1932 roku został pozbawiony stanowiska i wysłany do Kraju Ałtajskiego, gdzie pracował jako redaktor gazety „Polarnaja Zwiezda”. 21 sierpnia 1937 roku został aresztowany przez NKWD. Oskarżono go o domniemaną propagandę kontrrewolucyjną i 18 października (według innego źródła 12 października) 1937 trójka NKWD skazała go na śmierć przez rozstrzelanie. Wyrok został wykonany 28 października 1937 roku.
W 1957 roku wyrok na Siamiona Dubowika został skasowany przez Trybunał Wojskowy Syberyjskiego Okręgu Wojskowego.

## Upamiętnienie
Imieniem Siamiona Dubowika zostały nazwane ulice w Kamieńcu i we wsi Rzeczyca w rejonie kamienieckim. W latach 70. XX wieku w Rzeczycy wzniesiono też jego niewielki pomnik. Ma on formę popiersia z brązu umieszczonego na prawie dwumetrowym postumencie, na którym znajduje się napis w języku rosyjskim: Dubowik / Siemien / Andriejewicz / Rodiłsia 4 fewrala 1888 g. / w d. Narowszczina Rieczickogo sielsowieta, / Czlen RSDRP s 1912 g. / partbilet № 208 619 / Uczastnik Oktiabrskoj Riewolucyi, / komissar Krasnoj Armii / w gody Grażdanskoj Wojny, / odin iz sozdatielej / Kompartii / Zapadnoj Biełorussii, / izbran pierwym siekrietariem / pierwogo sostawa / Briestskogo okrużkoma KPZB / (mart 1923 g.) (pol. Dubowik Siamion Andrejewicz. Urodził się 4 lutego 1888 r. we wsi Narewszczyzna w sielsowiecie rzeczyckim. Członek SdPRR, legitymacja partyjna Nr 208 619. Uczestnik rewolucji październikowej, komisarz Armii Czerwonej, w latach wojny domowej jeden z założycieli Kompartii Zachodniej Białorusi, wybrany na pierwszego sekretarza pierwszego składu Brzeskiego Komitetu Okręgowego KPZB (marzec 1923 r.)). Pomnik otoczony jest niewysokim ogrodzeniem w formie stylizowanych ostrzy.